# Stormy Weather (1943)
Stormy Weather is een Amerikaanse musical uit 1943 die losjes is gebaseerd was op het leven van danser Bill Robinson. 
Het was toentertijd een van de weinige grote studiofilms met Afro-Amerikaanse acteurs, zangers en dansers in de hoofdrollen zoals Lena Horne, Bill Robinson, Cab Calloway en Fats Waller. 
De film werd in 2001 opgenomen in het National Film Registry.

## Rolverdeling
| Acteur           | Personage               |
| ---------------- | ----------------------- |
| Lena Horne       | Selina Rogers           |
| Bill Robinson    | Bill Williamson         |
| Cab Calloway     | zichzelf                |
| Katherine Dunham | leidster dansgezelschap |
| Fats Waller      | zichzelf                |
| Ada Brown        | zangeres                |
| Dooley Wilson    | Gabe Tucker             |
| Fayard Nicholas  | tapdanser               |
| Harold Nicholas  | tapdanser               |